# Algieba
Algieba (Gamma Leonis, γ Leo) – druga co do jasności gwiazda w gwiazdozbiorze Lwa. Jest odległa od Słońca o około 130 lat świetlnych. Wokół jaśniejszego składnika układu krąży planeta.

## Nazwa
Tradycyjna nazwa tej gwiazdy, Algieba, wywodzi się od arabskiego ‏الجبهة‎ al jabhah, „czoło”, co nie pasuje do jej położenia w gwiazdozbiorze – jest raczej częścią grzywy w postaci Lwa. Nazwa pochodzi od jednej z arabskich „stacji księżycowych” (manzil) i pierwotnie odnosiła się do asteryzmu obejmującego kilka sąsiednich gwiazd. Do położenia w gwiazdozbiorze odnosi się natomiast łacińska nazwa Juba, „grzywa”. Międzynarodowa Unia Astronomiczna w 2016 roku formalnie zatwierdziła użycie nazwy Algieba dla określenia gwiazdy Gamma-1 Leonis.

## Charakterystyka obserwacyjna
Jest to gwiazda podwójna. Jej wielkość obserwowana to 2,01m, zaś wielkość absolutna systemu jest równa −0,99m. Gwiazda znajduje się blisko radiantu roju meteorów o nazwie Leonidy. W 1782 roku William Herschel odkrył podwójność Gamma Leonis; ze względu na kontrast dziewiętnastowieczni obserwatorzy opisywali gwiazdę jako złożoną ze składników o barwie „jasnopomarańczowej i żółto-zielonej”.

## Charakterystyka fizyczna
System Gamma Leonis tworzą dwa olbrzymy, Gamma Leonis A (także γ¹ Leo) i Gamma Leonis B (także γ² Leo). Oba są uboższe w metale i molekułę CN niż Słońce (mają około trzy razy mniej żelaza w stosunku do wodoru). Wraz z dużym ruchem własnym (74 km/s), około pięciokrotnie szybszym niż średnia dla gwiazd w otoczeniu Słońca, wskazuje to, że system pochodzi z innej części Galaktyki. Jeden ze składników układu może być gwiazdą zmienną.

### Gamma Leonis A
Jaśniejsza gwiazda to pomarańczowy olbrzym należący do typu widmowego K1. Jego temperatura to około 4330 K, świeci on 285 razy jaśniej niż Słońce. Gwiazda ma masę około 1,23 M☉ i prawie 32 razy większy promień. Jako masywniejszy składnik, Gamma Leonis A jest bardziej zaawansowana ewolucyjnie i prawdopodobnie obecnie zwiększa jasność po zakończeniu etapu syntezy helu w węgiel i tlen w jądrze.
W 2010 roku precyzyjne pomiary zmian prędkości radialnej pozwoliły odkryć towarzyszącą gwieździe planetę. Jest to gazowy olbrzym 8,8 raza masywniejszy niż Jowisz, obiegający Algiebę w 428,5 doby (rok i dwa miesiące). Niewykluczone jest, że gwiazdę okrąża także druga planeta-olbrzym, jednak sygnał o okresie 1340 dni może pochodzić także od samej gwiazdy.

### Gamma Leonis B
Słabszy składnik to żółty olbrzym należący do typu widmowego G7. Jego temperatura to około 4870 K, świeci on 72 razy jaśniej niż Słońce. Składnik ten musi być mniej masywny niż właściwa Algieba i prawdopodobnie dopiero zaczyna syntezę helu w węgiel i tlen.
Gwiazda ta jest oddalona na niebie o 4,70 sekundy kątowej od składnika A (pomiar z 2017 roku). Gwiazdy okrążają wspólny środek masy w czasie około 510 lat po ekscentrycznych orbitach, w przestrzeni dzieli je odległość zmieniająca się od 26 do 313 au.

### Optyczni towarzysze
Na niebie obu olbrzymom towarzyszy kilka słabszych gwiazd, które nie są związane grawitacyjnie z tą parą.
Składnik C o wielkości 9,52m, oddalony o 336″ od Algieby (pomiar z 2012 r.) to gwiazda znana też jako AD Leonis, jedna z gwiazd najbliższych Słońcu. Jest to czerwony karzeł typu M4. Składnik Gamma Leonis D jest oddalony o 371″ od jaśniejszego z olbrzymów (pomiar z 2015 r.). Jest on żółtym karłem typu G5 o wielkości 10,48m, o innej odległości i zupełnie innym ruchu własnym niż system Gamma Leonis.